# Saint-Yaguen
Saint-Yaguen (prononcer [sɛ̃ jaɡɛn] est une commune française située dans le département des Landes, en région Nouvelle-Aquitaine.

## Géographie

### Localisation
Saint-Yaguen est un village situé dans les Landes de Gascogne, au confluent de la Midouze et du Bez, à 20 km à vol d'oiseau à l'ouest de Mont-de-Marsan, 44 km au nord d'Orthez, 9 km au nord-est de Tartas et 32 km de Dax, 51 km à l'est du littoral de l'océan Atlantique et 107 km au sud de Bordeaux.
Il se trouve  dans l'aire d'attraction de Mont-de-Marsan et dans la zone d'emploi de cette ville, ainsi que dans le bassin de vie de Tartas.

### Communes limitrophes
Les communes limitrophes sont  Beylongue, Carcarès-Sainte-Croix, Carcen-Ponson, Meilhan, Ousse-Suzan et Saint-Martin-d'Oney.
|               | Ousse-Suzan           | Saint-Martin-d'Oney |
| Beylongue     | Saint-Yaguen          |                     |
| Carcen-Ponson | Carcarès-Sainte-Croix | Meilhan             |

### Géologie et relief
La superficie de la commune est de 37,59 km2 ; son altitude varie de 15  à   57 mètres.

### Hydrographie

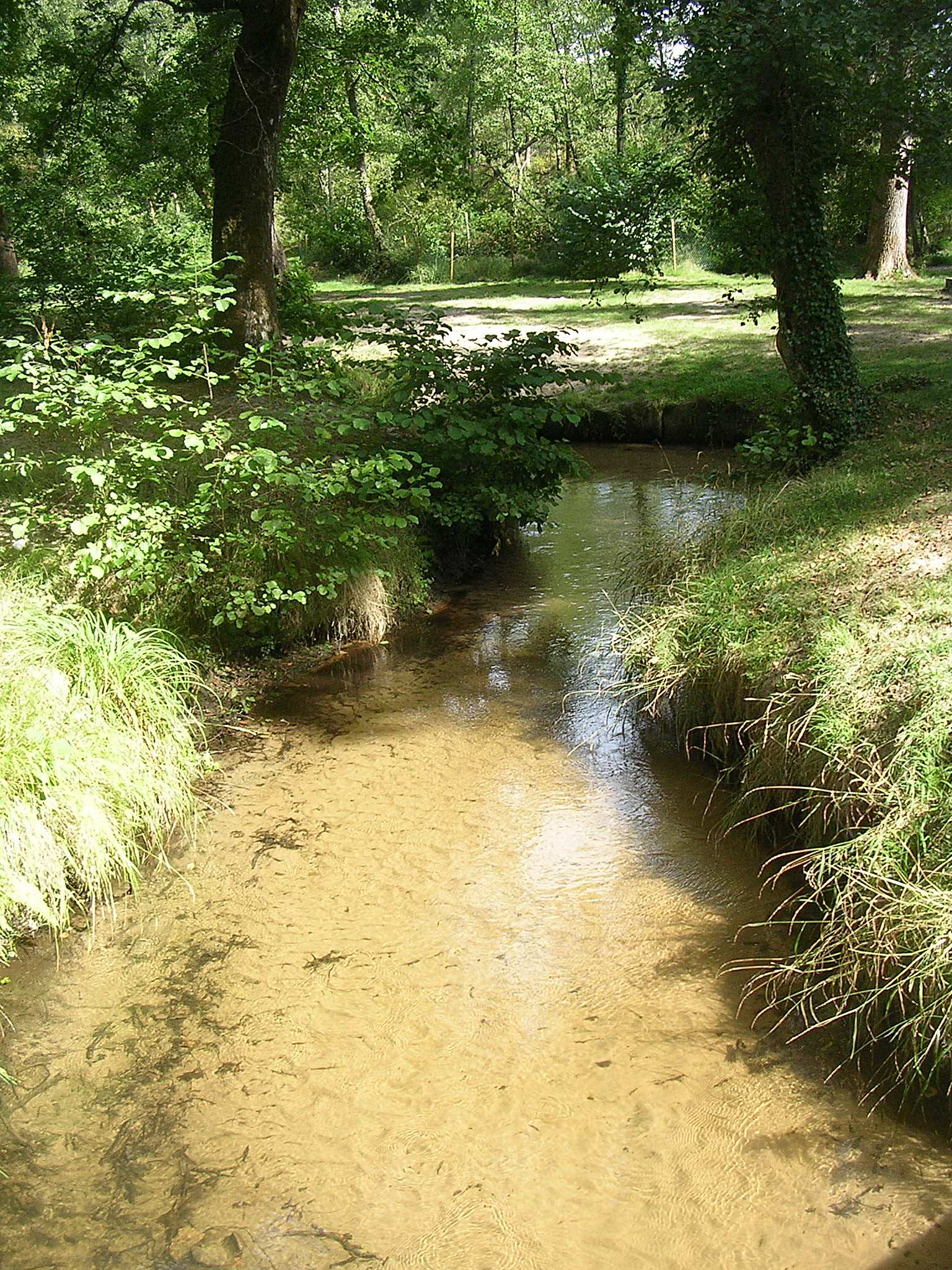
Le ruisseau de Suzan.

Le Batanès ou Bès, affluent en rive gauche de la Midouze, y conflue.
La Midouze est un des affluents du fleuve côtier l'Adour.

### Climat
Pour des articles plus généraux, voir Climat de la Nouvelle-Aquitaine et Climat des Landes.
Historiquement, la commune est exposée à un climat océanique aquitain.
En 2020, Météo-France publie une typologie des climats de la France métropolitaine dans laquelle la commune est exposée à un climat océanique et est dans la région climatique Aquitaine, Gascogne, caractérisée par une pluviométrie abondante au printemps, modérée en automne, un faible ensoleillement au printemps, un été chaud (19,5 °C), des vents faibles, des brouillards fréquents en automne et en hiver et des orages fréquents en été (15 à 20 jours).
Pour la période 1971-2000, la température annuelle moyenne est de 13,2 °C, avec une amplitude thermique annuelle de 14,4 °C. Le cumul annuel moyen de précipitations est de 1 100 mm, avec 12,4 jours de précipitations en janvier et 7,9 jours en juillet. Pour la période 1991-2020, la température moyenne annuelle observée sur la station météorologique la plus proche, située sur la commune de Bégaar à 11 km à vol d'oiseau, est de 13,8 °C et le cumul annuel moyen de précipitations est de 1 114,1 mm,. Pour l'avenir, les paramètres climatiques de la commune estimés pour 2050 selon différents scénarios d’émission de gaz à effet de serre sont consultables sur un site dédié publié par Météo-France en novembre 2022.

## Urbanisme

### Typologie
Au 1er janvier 2024, Saint-Yaguen est catégorisée commune rurale à habitat dispersé, selon la nouvelle grille communale de densité à sept niveaux définie par l'Insee en 2022.
Elle est située hors unité urbaine. Par ailleurs la commune fait partie de l'aire d'attraction de Mont-de-Marsan, dont elle est une commune de la couronne,. Cette aire, qui regroupe 101 communes, est catégorisée dans les aires de 50 000 à moins de 200 000 habitants,.

### Occupation des sols

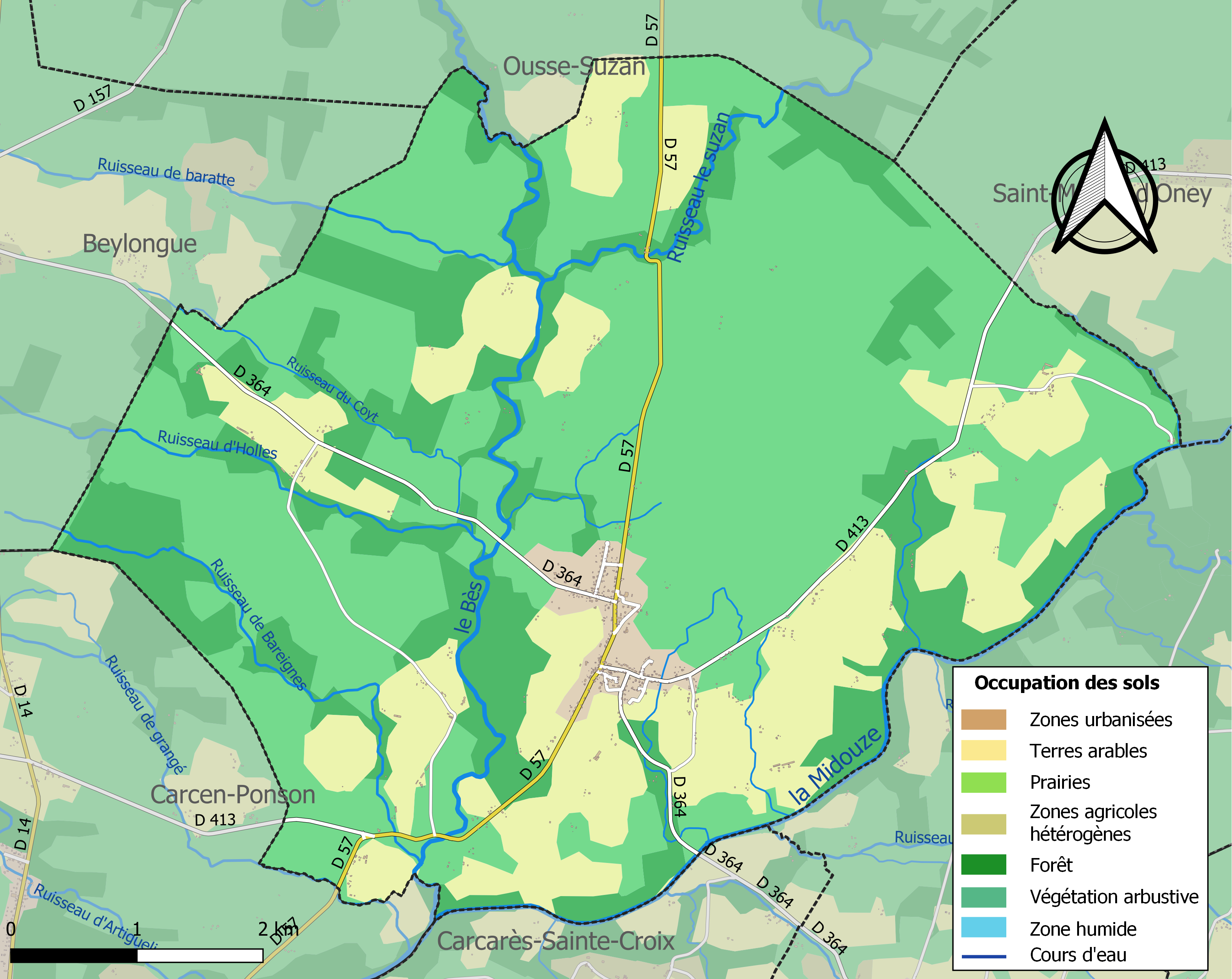
Carte des infrastructures et de l'occupation des sols de la commune en 2018 (CLC).

L'occupation des sols de la commune, telle qu'elle ressort de la base de données européenne d’occupation biophysique des sols Corine Land Cover (CLC), est marquée par l'importance des forêts et milieux semi-naturels (75,3 % en 2018), une proportion sensiblement équivalente à celle de 1990 (75,6 %). La répartition détaillée en 2018 est la suivante : milieux à végétation arbustive et/ou herbacée (53,3 %), terres arables (22,5 %), forêts (22 %), zones urbanisées (2,3 %).
L'évolution de l’occupation des sols de la commune et de ses infrastructures peut être observée sur les différentes représentations cartographiques du territoire : la carte de Cassini (XVIIIe siècle), la carte d'état-major (1820-1866) et les cartes ou photos aériennes de l'IGN pour la période actuelle (1950 à aujourd'hui).

### Risques majeurs
Le territoire de la commune de Saint-Yaguen est vulnérable à différents aléas naturels : météorologiques (tempête, orage, neige, grand froid, canicule ou sécheresse), inondations, feux de forêts, mouvements de terrains et séisme (sismicité très faible). Un site publié par le BRGM permet d'évaluer simplement et rapidement les risques d'un bien localisé soit par son adresse soit par le numéro de sa parcelle.
Certaines parties du territoire communal sont susceptibles d’être affectées par le risque d’inondation par débordement de cours d'eau, notamment la Midouze, le ruisseau de Batanès, le Bès et le ruisseau le Suzan. La commune a été reconnue en état de catastrophe naturelle au titre des dommages causés par les inondations et coulées de boue survenues en 1999 et 2009,.
Saint-Yaguen est exposée au risque de feu de forêt. Depuis le 20 avril 2016, les départements de la Gironde, des Landes et de Lot-et-Garonne disposent d’un règlement interdépartemental de protection de la forêt contre les incendies. Ce règlement vise à mieux prévenir les incendies de forêt, à faciliter les interventions des services et à limiter les conséquences, que ce soit par le débroussaillement, la limitation de l’apport du feu ou la réglementation des activités en forêt. Il définit en particulier cinq niveaux de vigilance croissants auxquels sont associés différentes mesures,.

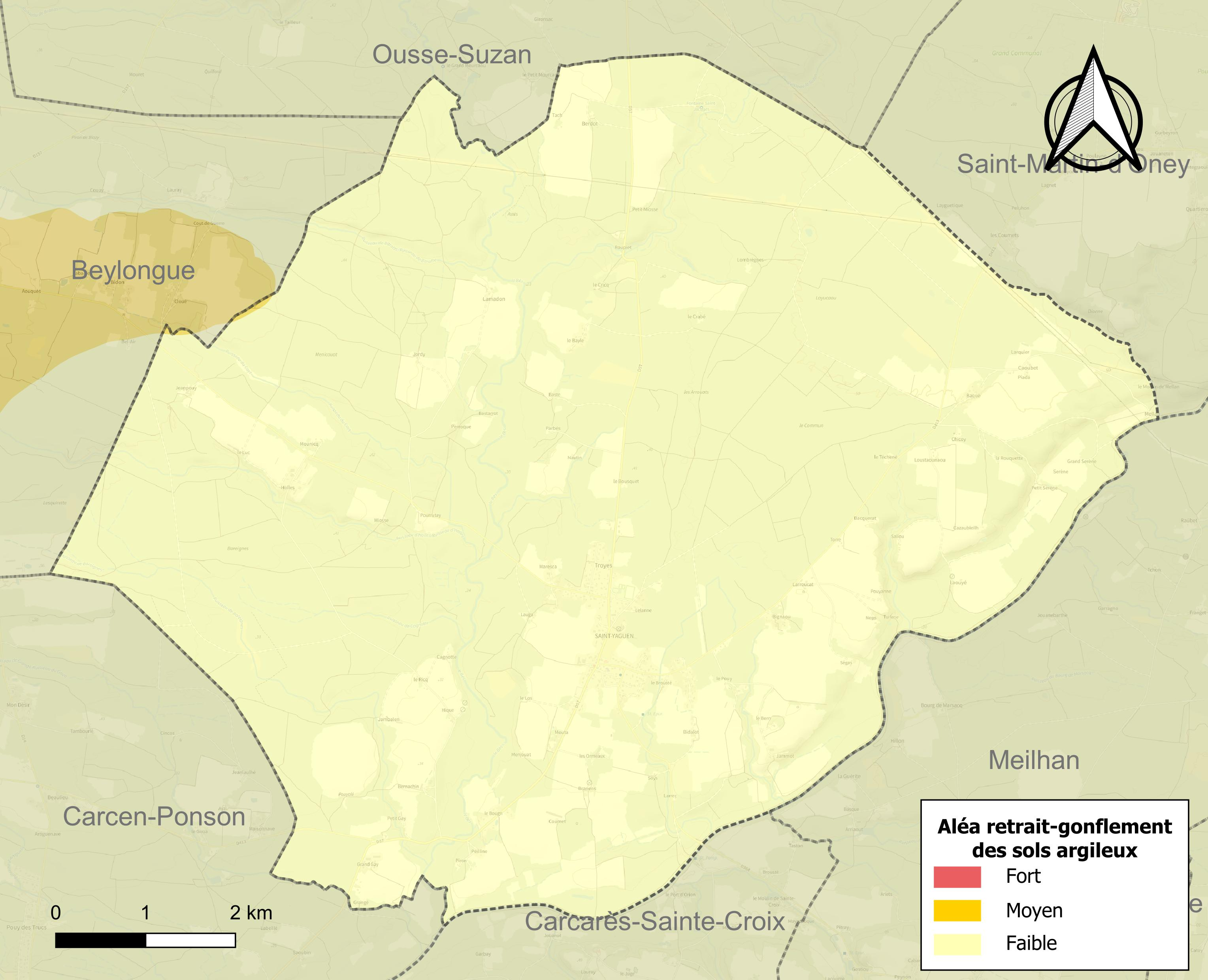
Carte des zones d'aléa retrait-gonflement des sols argileux de Saint-Yaguen.

Les mouvements de terrains susceptibles de se produire sur la commune sont des tassements différentiels.
Le retrait-gonflement des sols argileux est susceptible d'engendrer des dommages importants aux bâtiments en cas d’alternance de périodes de sécheresse et de pluie. 0,1 % de la superficie communale est en aléa moyen ou fort (19,2 % au niveau départemental et 48,5 % au niveau national). Sur les 308 bâtiments dénombrés sur la commune en 2019, aucun n'est en aléa moyen ou fort, à comparer aux 17 % au niveau départemental et 54 % au niveau national. Une cartographie de l'exposition du territoire national au retrait gonflement des sols argileux est disponible sur le site du BRGM,.
Concernant les mouvements de terrains, la commune a été reconnue en état de catastrophe naturelle au titre des dommages causés par des mouvements de terrain en 1999.

## Toponymie

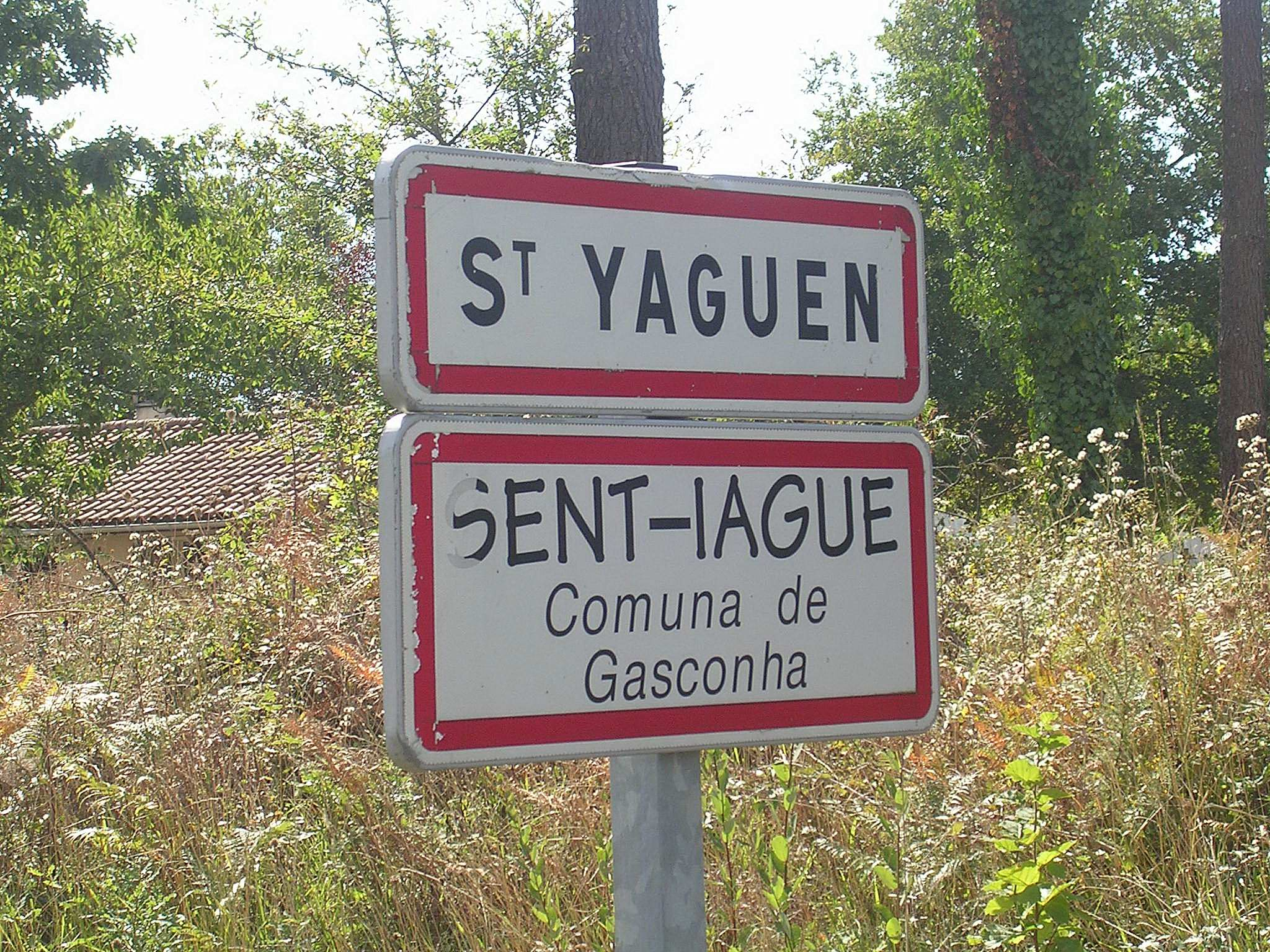
Panneau bilingue français - gascon.

Le nom de la commune en français, Saint-Yaguen, est une francisation du toponyme originel en gascon : Sent Jàguen [sent.ˈja.gə(n)]. D'après Bénédicte Boyrie-Fénié, l'étymologie de ce nom serait Sanctus Aganus, un abbé bénédictin qui aurait vécu au XIe siècle. Cela a évolué en Sanctus Aginus, Saint Aiguan puis Saint Yaguen par attraction de la prononciation locale de Saint-Jacques.
Deux aspects du gascon local sont importants à comprendre en ce qui concerne ce toponyme. Premièrement, dans le sud des Landes de Gascogne, le yodisme est généralisé, ce qui fait que je "j" initial est prononcé "y". Deuxièmement, la dénasalisation peut avoir lieu en fin de mot, ce qui fait que "èn" peut être prononcé "ë". Ces deux aspects expliquent la prononciation locale du toponyme : [sent.ˈja.gə] ou [sent.ja.ˈgɛŋ]. De plus, le premier aspect explique le nom francisé utilisé aujourd'hui, avec un "y" à la place du "j".
Il est à noter que le panneau d'entrée du village utilise une forme gasconne erronée, Sent-Iague, sans doute par une volonté d'hypercorrection et d'éloignement par rapport au nom francisé de la part du conseil municipal. Cette erreur est d'autant plus flagrante que le sous-titre, Comuna de Gasconha est correct. Dans tous les cas, l'orthographe du nom en gascon serait Sent Jàguen.

## Histoire
C'est à la fontaine dédiée à l'apôtre, près du ruisseau de Suzan, que se trouvait le lavoir public, où s'échangeaient les nouvelles et histoires fantastiques d'autrefois.

## Politique et administration

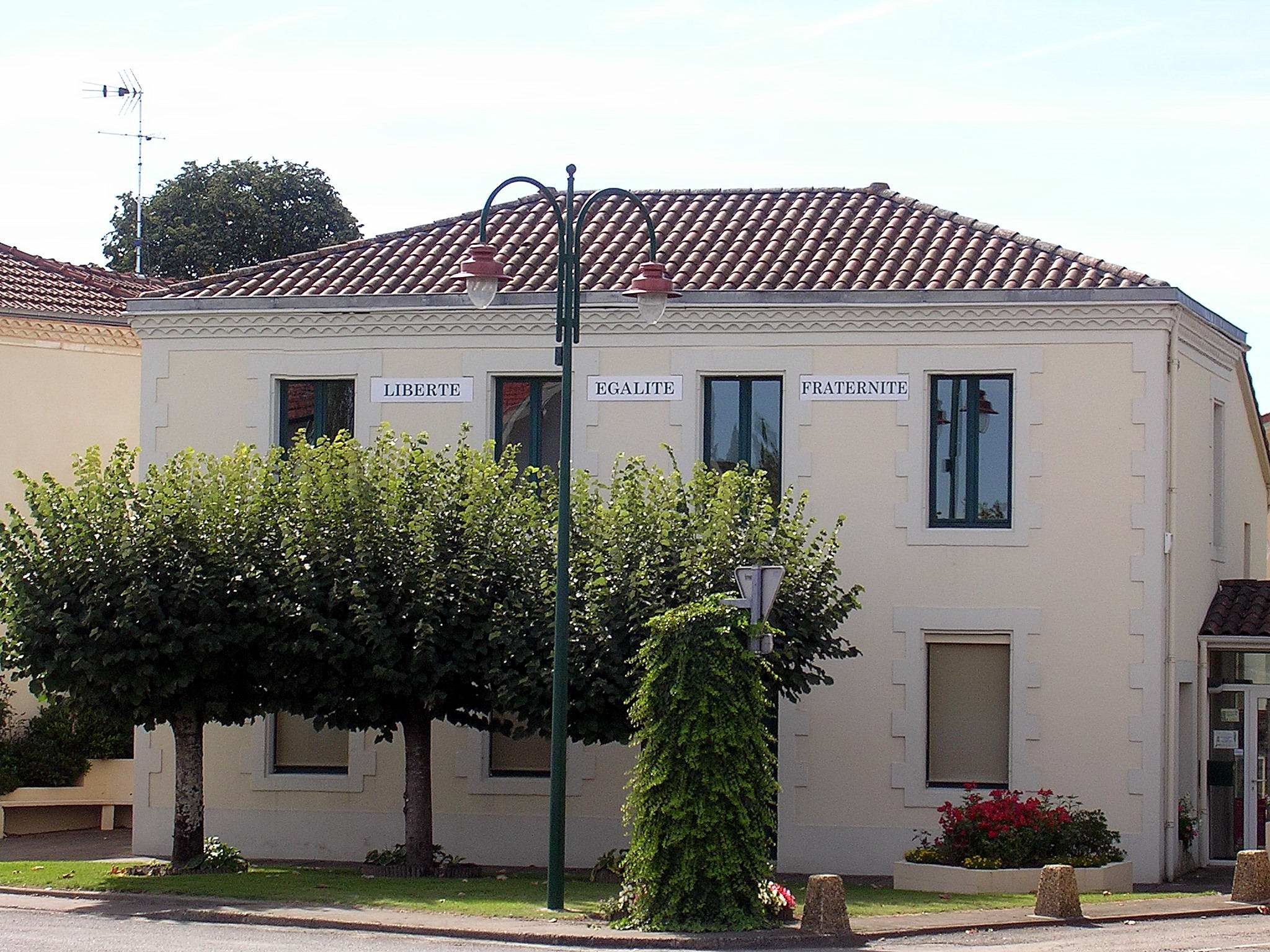
Mairie de Saint-Yaguen.

### Rattachements administratifs et électoraux

#### Rattachements administratifs
La commune se trouve depuis 1926 dans l'arrondissement de Dax du département des Landes.
Elle faisait partie depuis 1801 du canton de Tartas-Ouest. Dans le cadre du redécoupage cantonal de 2014 en France, cette circonscription administrative territoriale a disparu, et le canton n'est plus qu'une circonscription électorale.

#### Rattachements électoraux
Pour les élections départementales, la commune fait partie depuis 2014 du canton du Pays morcenais tarusate.
Pour l'élection des députés, elle fait partie de la troisième circonscription des Landes.

### Intercommunalité
Saint-Yaguen est membre de la communauté de communes du Pays Tarusate, un établissement public de coopération intercommunale (EPCI) à fiscalité propre créé fin 1996  et auquel la commune a transféré un certain nombre de ses compétences, dans les conditions déterminées par le code général des collectivités territoriales.

### Liste des maires
| Période                                  | Période                    | Identité             | Étiquette            | Qualité |
| ---------------------------------------- | -------------------------- | -------------------- | -------------------- | --- |
| Les données manquantes sont à compléter. |                            |                      |                      | |
|                                          |                            |                      |                      | |
| maire en 1880                            |                            | Jean-Baptiste Marsan |                      | Suppléant du juge de paix du canton de Tartas-Ouest                                                                                  |
|                                          |                            |                      |                      | |
| mars 1977                                | décembre 1986              | Christian Lassalle,  |                      | Instituteur puis directeur du groupe scolaire de Saint-Yaguen                                                                        |
| janvier 1987                             | juin 1995                  | Claude Darengosse    | PCF[réf. nécessaire] | |
| juin 1995                                | mai 2020                   | Vincent Lesperon     | PCF                  | Exploitant agricole Vice-président de la CC du Pays tarusate[Quand ?] Président du Syndicat du bassin-versant de la Midouze[Quand ?] |
| mai 2020                                 | novembre 2022              | Laure Lesgoirres     |                      | Professeure des écoles, institutrice ou assimilée Démissionnaire                                                                     |
| février 2023,                            | En cours (au 9 avril 2024) | Jacques Larrieu      |                      | Employé de commerce |

## Population et société

### Démographie
L'évolution du nombre d'habitants est connue à travers les recensements de la population effectués dans la commune depuis 1793. Pour les communes de moins de 10 000 habitants, une enquête de recensement portant sur toute la population est réalisée tous les cinq ans, les populations de référence des années intermédiaires étant quant à elles estimées par interpolation ou extrapolation. Pour la commune, le premier recensement exhaustif entrant dans le cadre du nouveau dispositif a été réalisé en 2005.

En 2022, la commune comptait 628 habitants, en évolution de −0,32 % par rapport à 2016 (Landes : +5,78 %, France hors Mayotte : +2,11 %).
| 1793 | 1800 | 1806 | 1821 | 1831 | 1836 | 1841 | 1846  | 1851  |
| ---- | ---- | ---- | ---- | ---- | ---- | ---- | ----- | ----- |
| 817  | 800  | 479  | 808  | 979  | 987  | 892  | 1 000 | 1 003 |

| 1856  | 1861 | 1866  | 1872  | 1876  | 1881  | 1886  | 1891 | 1896 |
| ----- | ---- | ----- | ----- | ----- | ----- | ----- | ---- | ---- |
| 1 017 | 978  | 1 013 | 1 010 | 1 043 | 1 008 | 1 009 | 965  | 888  |

| 1901 | 1906 | 1911 | 1921 | 1926 | 1931 | 1936 | 1946 | 1954 |
| ---- | ---- | ---- | ---- | ---- | ---- | ---- | ---- | ---- |
| 875  | 906  | 937  | 805  | 773  | 688  | 644  | 600  | 592  |

| 1962 | 1968 | 1975 | 1982 | 1990 | 1999 | 2005 | 2006 | 2010 |
| ---- | ---- | ---- | ---- | ---- | ---- | ---- | ---- | ---- |
| 604  | 558  | 569  | 507  | 502  | 458  | 481  | 496  | 569  |

| 2015 | 2020 | 2022 | - | - | - | - | - | - |
| ---- | ---- | ---- | - | - | - | - | - | - |
| 631  | 625  | 628  | - | - | - | - | - | - |

### Sports et loisirs

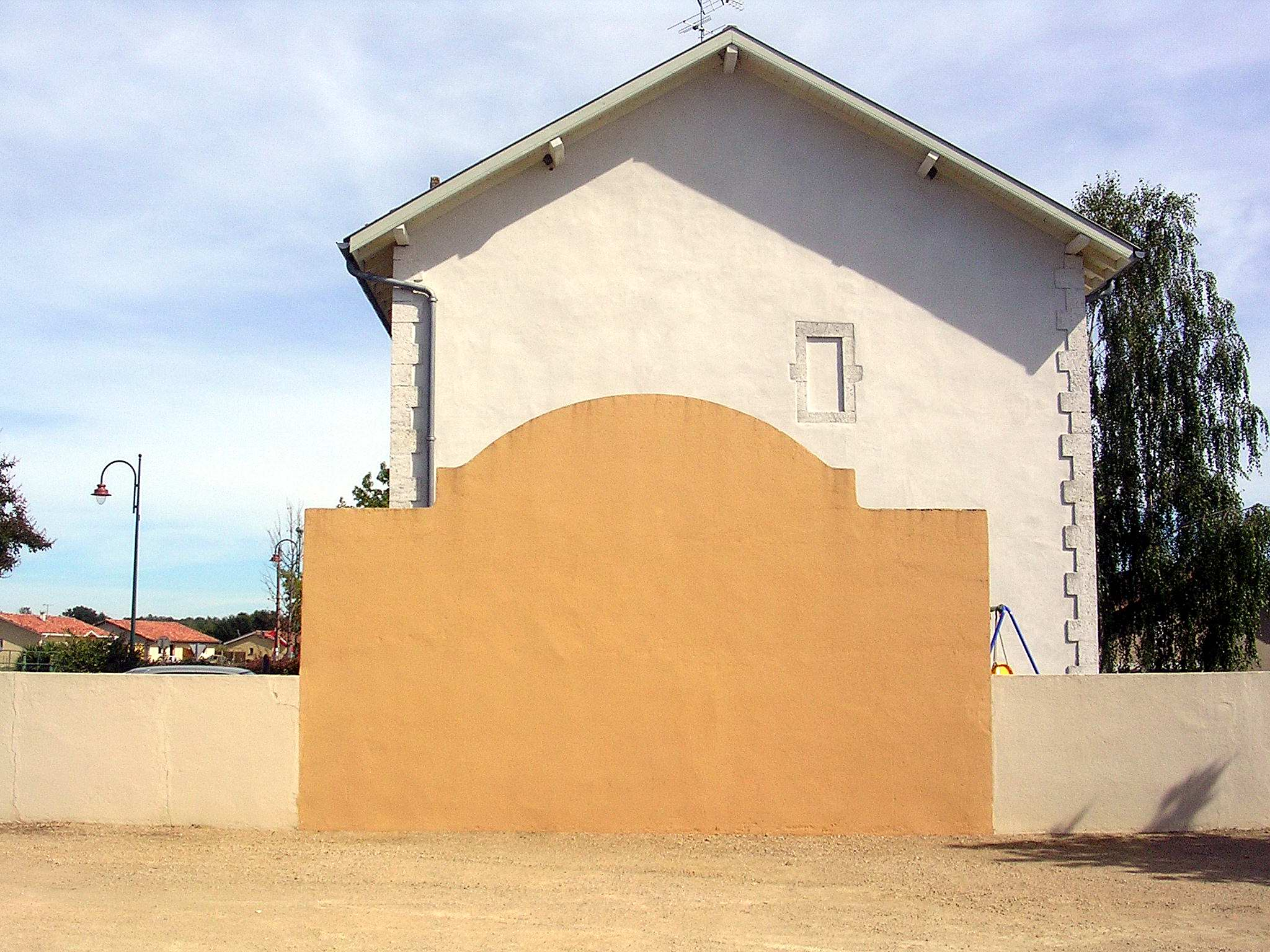
Fronton de pelote basque.

L'Union Sportive de Saint-Yaguen a été créée vers 1973 par l'ancien maire Christian Lassalle, président du District des Landes de football de 1995 à 2000,

## Culture locale et patrimoine

### Lieux et monuments
- L'église Saint-Jacques-le-Majeur de Saint-Yaguen  Inscrit MH (2004)[40], dont les parties les plus anciennes datent du XIIe siècle et sont de style roman, est bâtie sur un chemin de Compostelle. 
Le chevet est formé d'une abside cantonnée de deux absidioles. La voute de la nef, détruite en 1569, est reconstruite en 1870 par l'architecte Ozanne qui crée également un collatéral sud
L'église  est remarquable par son clocher trinitaire, équipé d'une balustrade en bois[41]
Le cul-de-four de l'absidiole nord a conservé un décor peint du début du XVe siècle et représentant deux personnages assis de part et d'autre d'un grand cercle contenant le soleil, représentant peut-être le monde. Il pourrait s'agir de Dieu le Père et de Jésus-Christ[42]
On note par ailleurs le chemin de croix en terre cuite peinte, réalisé par Édouard Cazaux dans les années 1950[43].
- Les arènes de la commune sont les seules arènes en bois rectangulaires du département[41].
- À 4 km du bourg, au bord du ruisseau de Suzan, près de la route menant à Ygos, coulent les eaux de la source Saint-Jacques, dans un site champêtre. 
On lui attribue plusieurs vertus curatives, notamment concernant les maladies de peau, les verrues et les rhumatismes. Selon la légende, la fontaine à sept branches correspond aux sept pêchés capitaux. Selon une autre légende, la fontaine coulait auparavant dans le village et se serait déplacée dans la forêt à la suite d'une pollution[41]. 
Un autel orné d'une coquille Saint-Jacques est élevé en 1959[25].
- Chemin de petite randonnée.

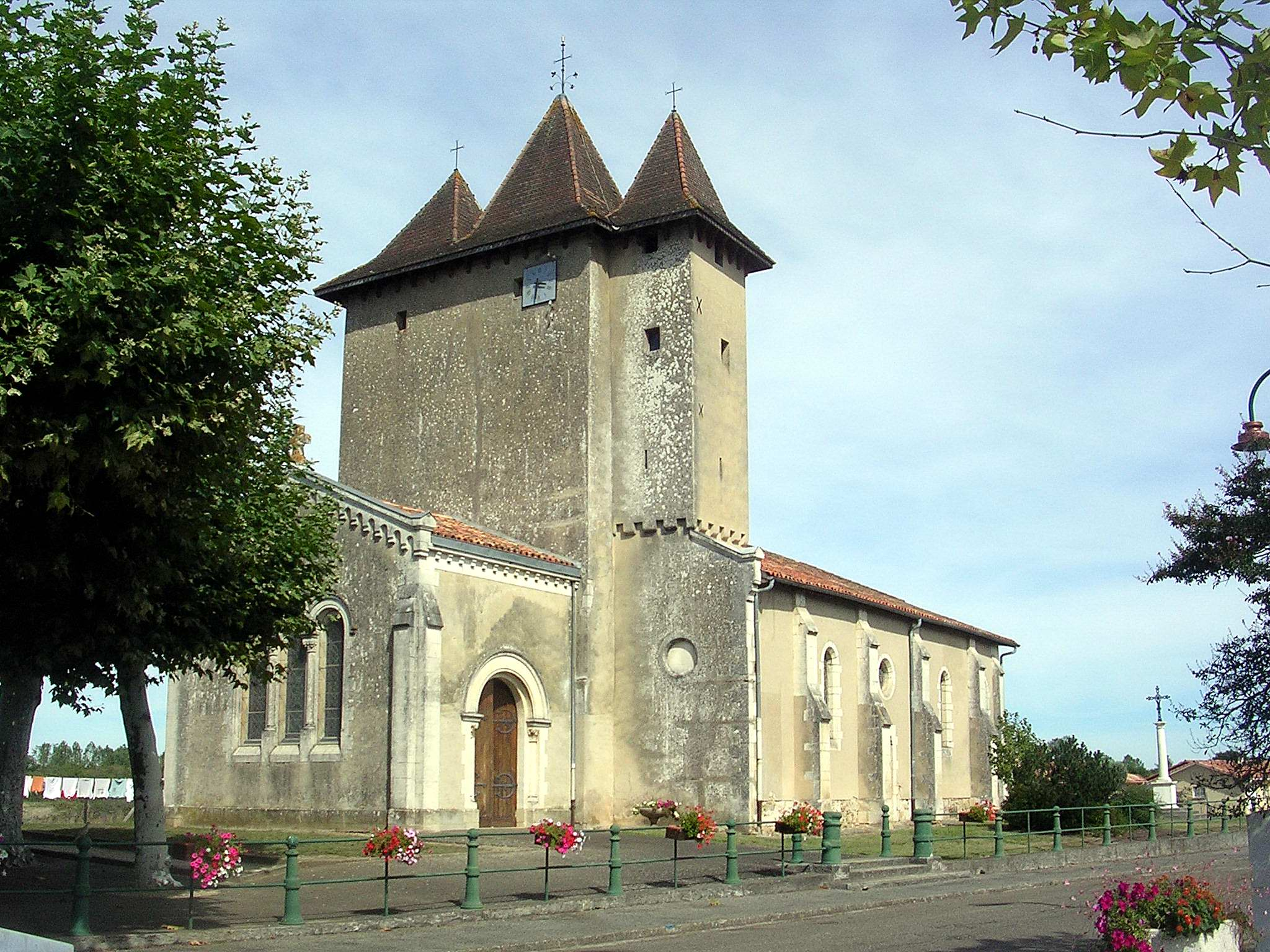
La façade de l'église…
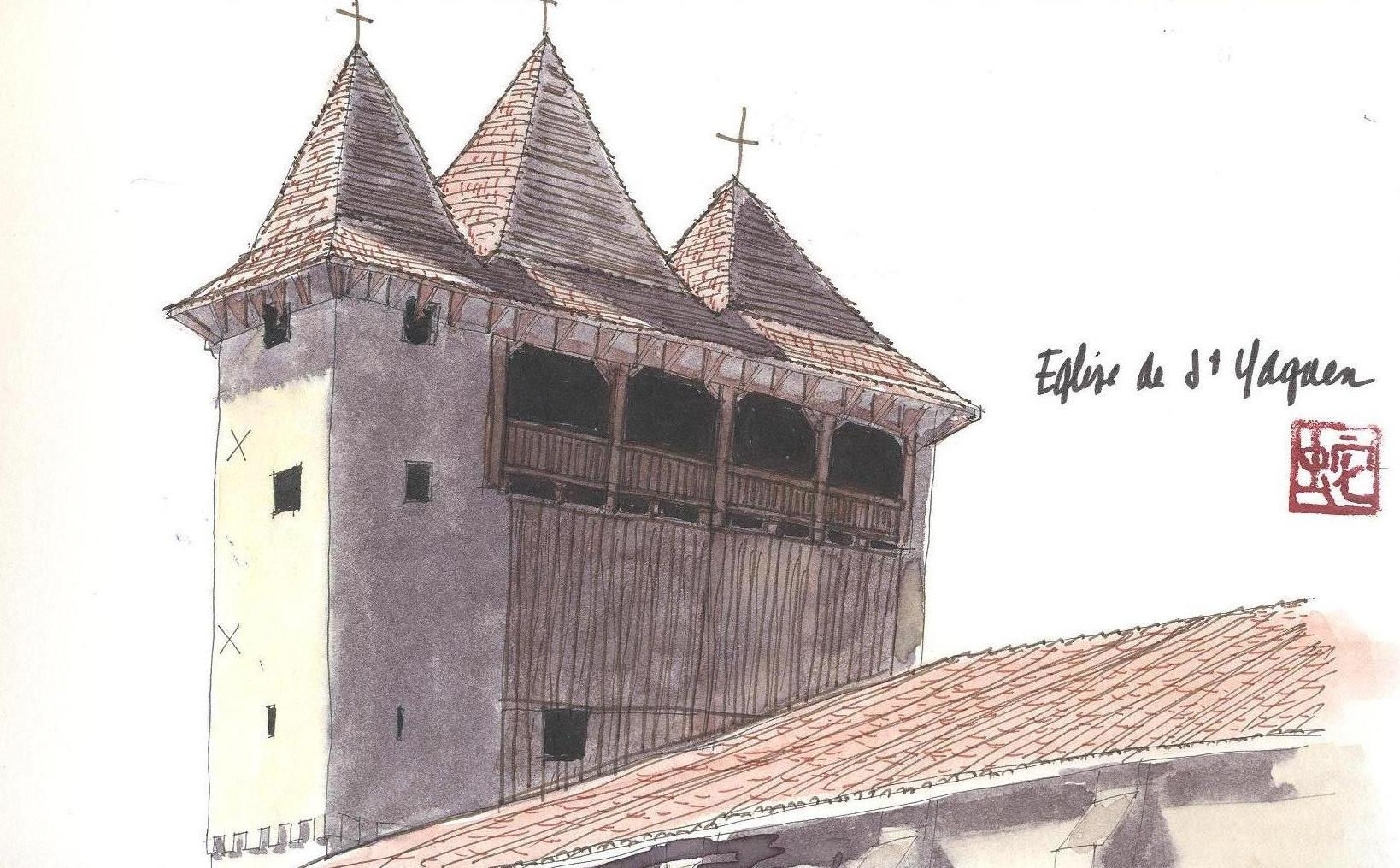
... et ses clochers.
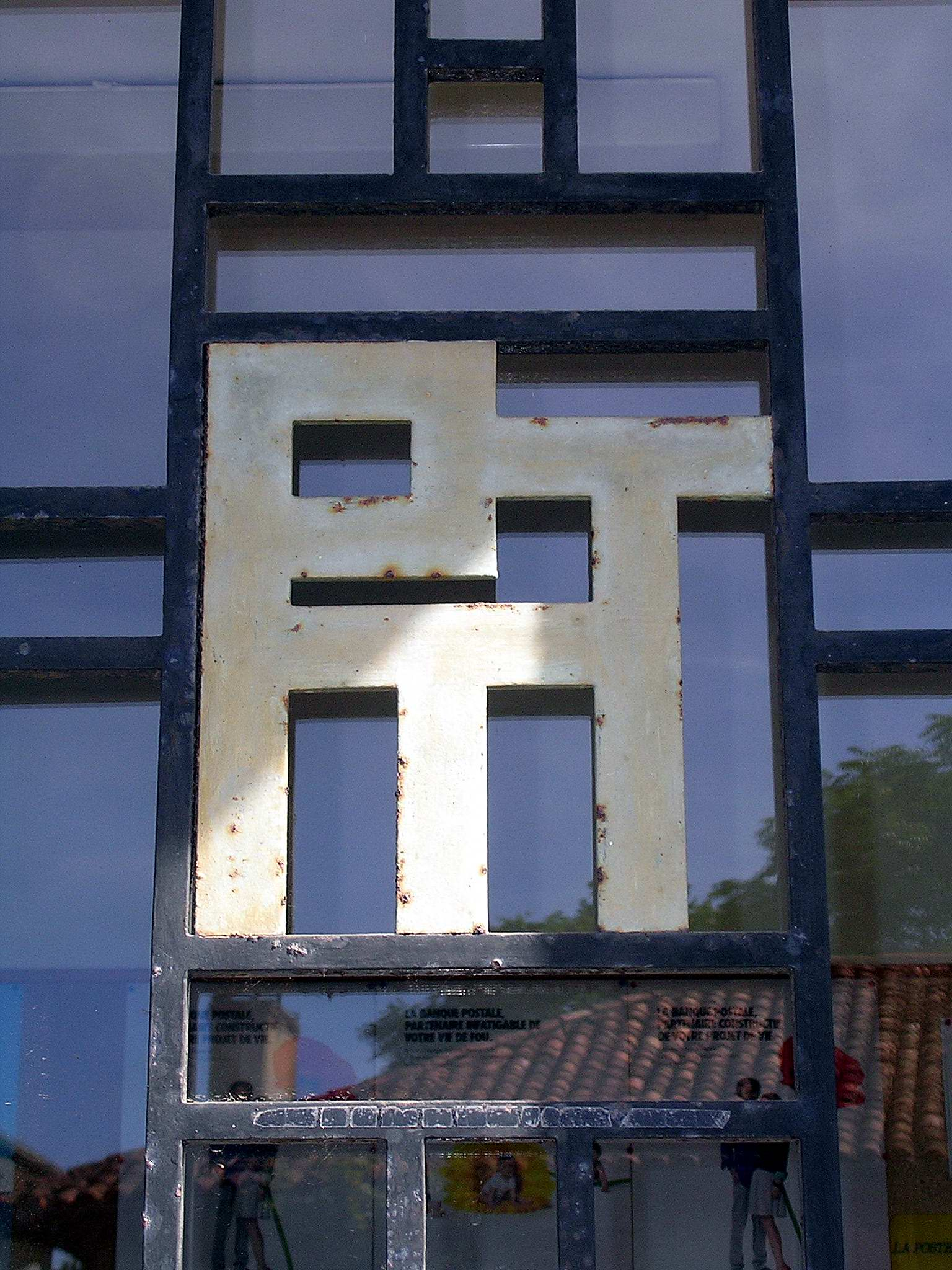
Logo des PTT à l'entrée du bureau de poste.
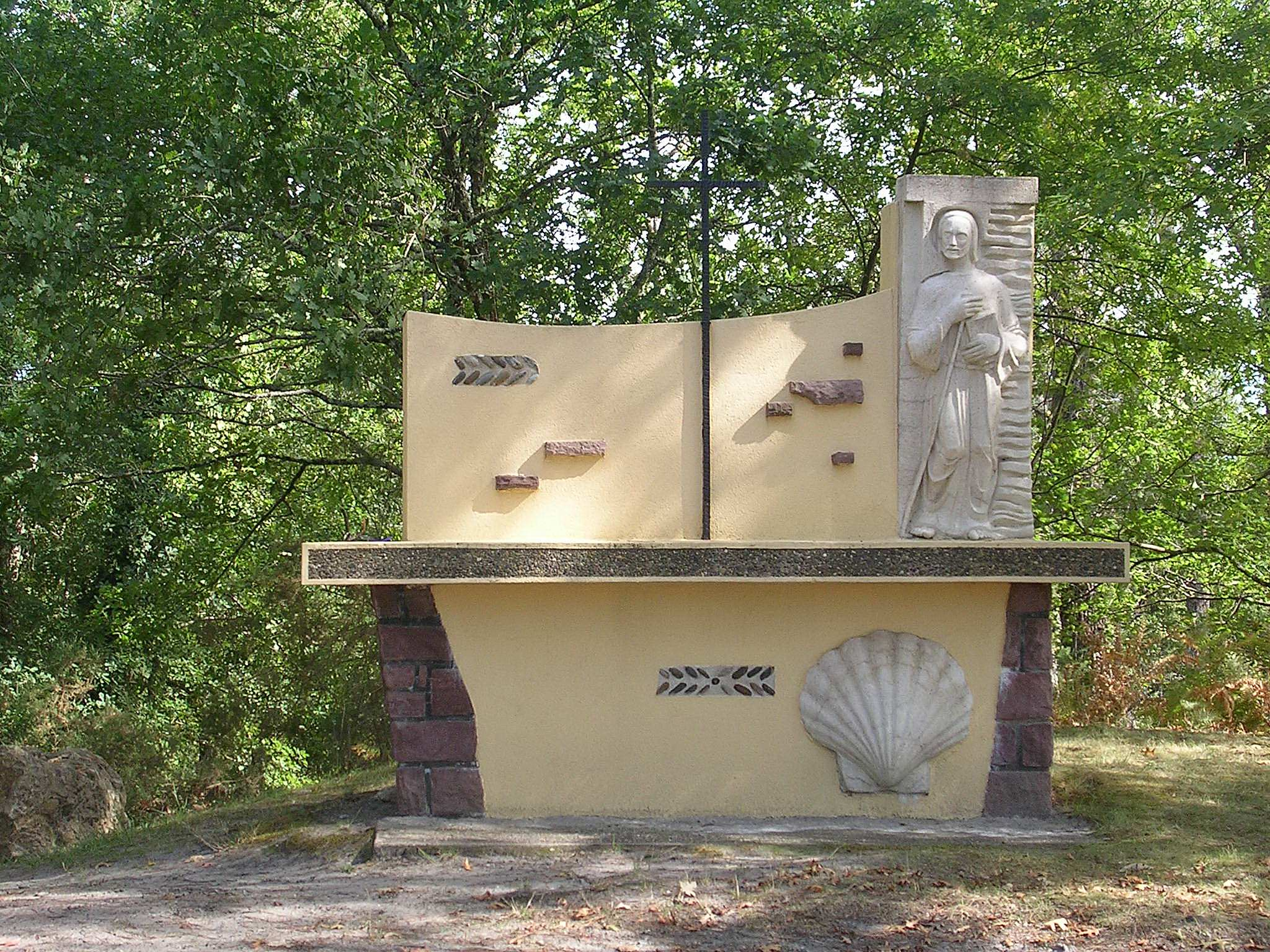
Autel sur le site de la fontaine Saint-Jacques.
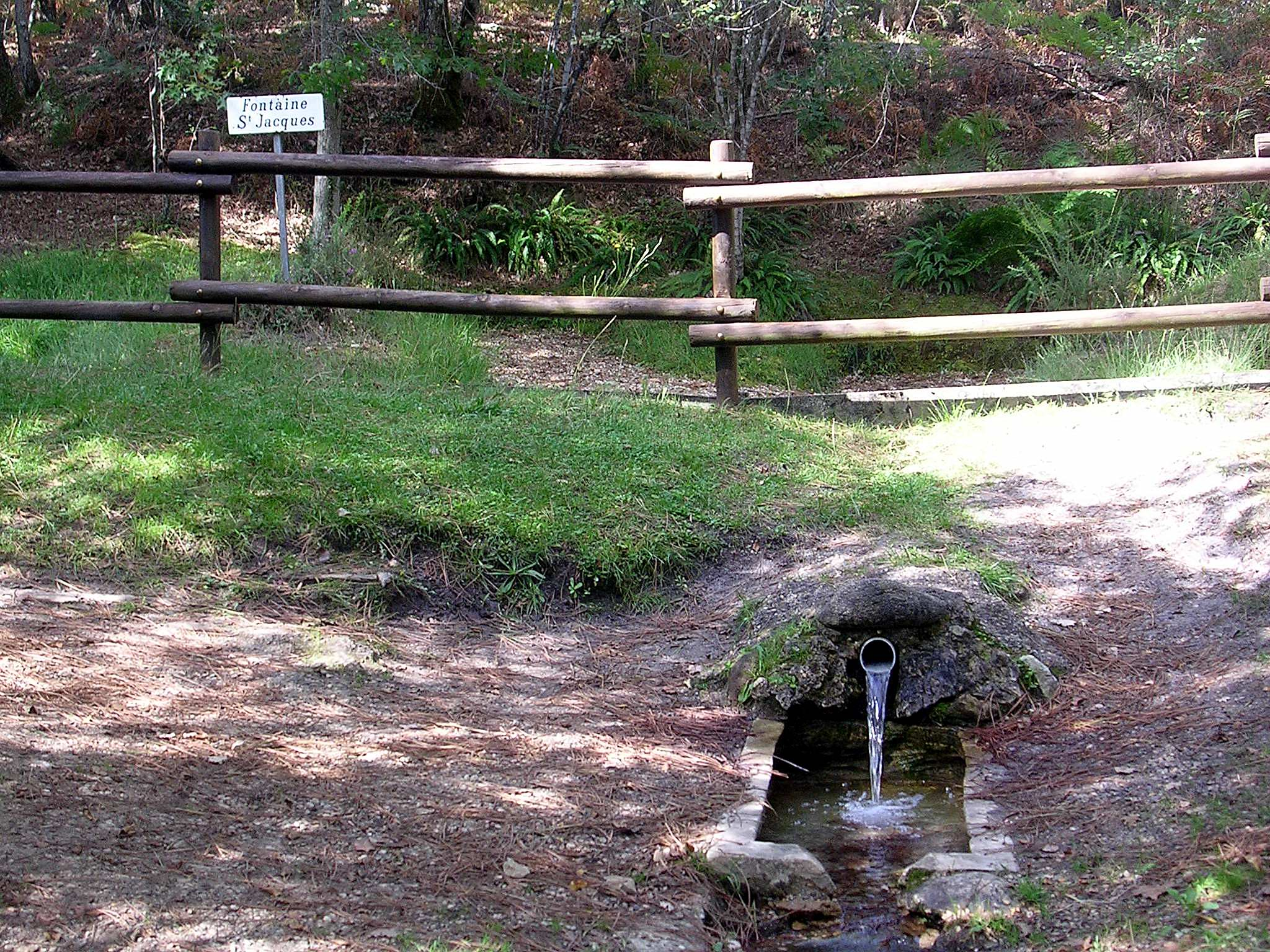
La fontaine Saint-Jacques.
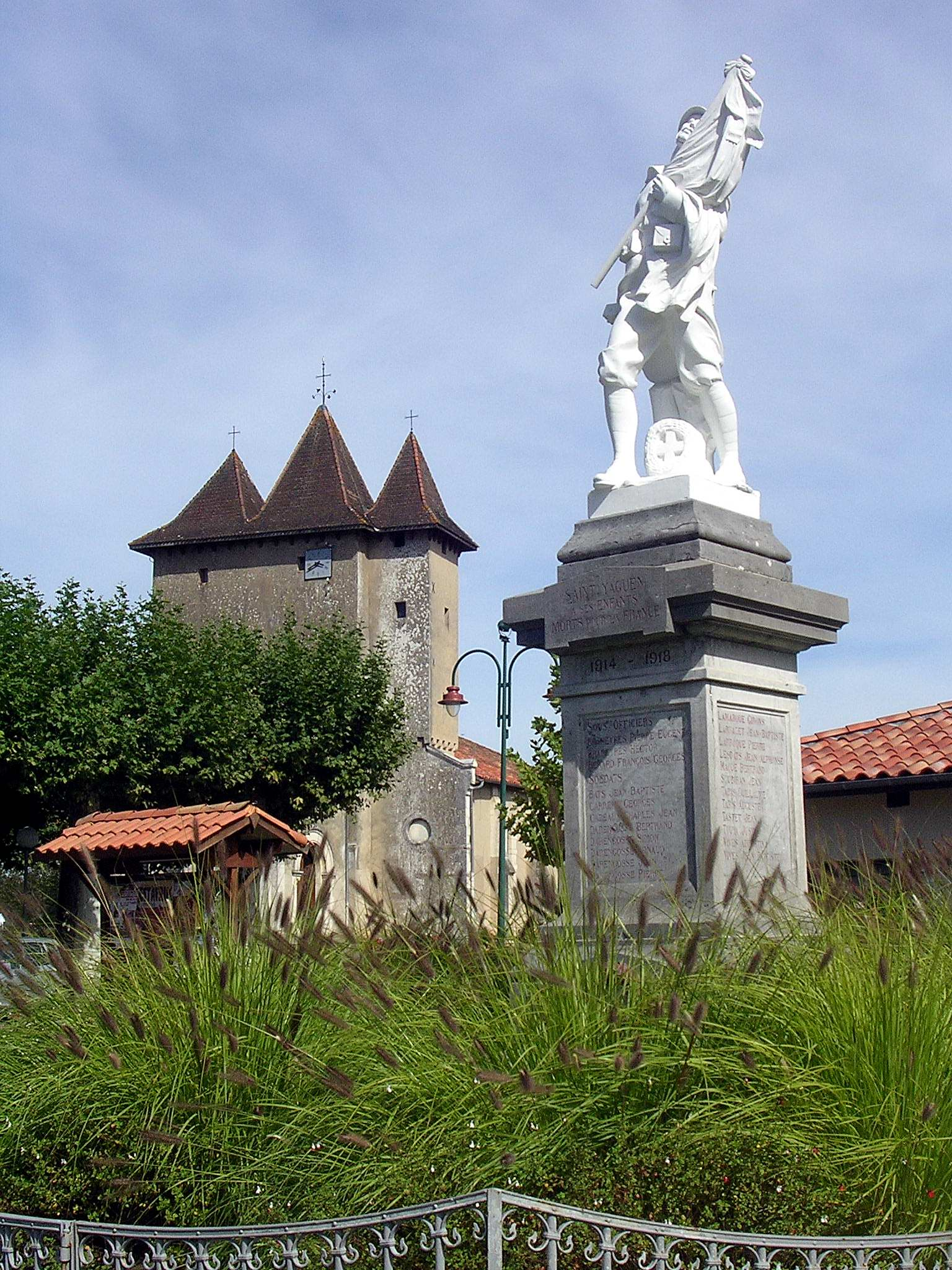
Le monument aux morts.

## Pour approfondir